# روتاویروس
روتاویروس (نام علمی: Rotavirus) شایع‌ترین علت بیماری‌های اسهالی در میان نوزادان و خردسالان است؛ با این حال، بزرگسالان را به ندرت تحت تأثیر قرار می‌دهد. تقریباً هر کودک در جهان حداقل یک بار قبل از پنج سالگی به روتاویروس مبتلا می‌شود. سرعت تغییر-تکامل این ویروس پایین و ایمنی بعد از وقوع هر عفونت، فعال و ماندگار است، بنابراین ابتلاهای بعدی خفیف‌تر هستند. روتاویروس یک نوع از ویروس‌های آران‌اِی دورشته‌ای و راسته‌ای در خانوادهٔ رئوویروس‌ها بوده و دارای ژنوم مُقطع (۱۱ قطعه) دورشته‌ای و کپسید بیست‌وجهی غیر لیپیدی است. نُه گونه از روتاویروس‌ها وجود دارد که با نام‌های A, B، C, D، F, G، H, I و J شناخته می‌شوند. ابتلا به روتاویروس A، شایع‌ترین نوع این بیماری بوده و علت بیش از ۹۰ درصد عفونت‌های روتاویروسی در انسان است.
این ویروس از طریق مسیر مدفوعی-دهانی انتقال می‌یابند، سلول‌های روده باریک را آلوده کرده، به آن‌ها آسیب رسانده و گاسترواِنتریت ایجاد می‌کند (علیرغم اینکه ارتباطی با آنفلوانزا ندارد، اغلب با عنوان «آنفلوانزای معده» نیز شناخته می‌شود). با وجود اینکه روتاویروس عامل بستری شدن تقریباً یک سوم از نوزادان و کودکان به دلیل ابتلا به اسهال شدید بوده؛ اهمیت پیشگیری و درمان آن در بهداشت عمومیِ جامعه به ویژه در کشورهای در حال توسعه دست کم گرفته شده است. این ویروس علاوه بر تأثیری بر سلامت انسان، توانایی بیماری‌زایی در سایر حیوانات از جمله دام‌ها را نیز دارد. روتاویروس در سال ۱۹۷۳ توسط روث بیشاپ و همکارانش به وسیله میکروگراف الکترونی کشف شد.
اِنتریت روتاویروسی معمولاً در دوران کودکی به راحتی قابل کنترل و درمان است، اما در کودکان زیر ۵ سال می‌تواند وخیم و در مواردی سبب مرگ شود. این ویروس علت مرگ ۱۵۱۷۱۴ نفر بر اثر اسهال (کم‌آب شدن بدن) در سال ۲۰۱۹ بوده است؛ در ایالات متحده، قبل از شروع برنامه واکسیناسیون روتاویروس در دهه ۲۰۰۰، عامل حدود ۲٫۷ میلیون مورد گاستروانتریت شدید در کودکان، تقریباً ۶۰۰۰۰ مورد بستری در بیمارستان و حدود ۳۷ مرگ در هر سال بود. پس از معرفی واکسن روتاویروس، نرخ بستری‌های ناشی از این بیماری در به‌طور قابل توجهی کاهش یافته است. کمپین‌های ارتقای بهداشت عمومی برای مبارزه با روتاویروس بر ارائه درمان به کمک نمک آبرسان خوراکی (ORS) برای کودکان آلوده و واکسیناسیون برای جلوگیری از وقوع این بیماری تمرکز دارد. بروز و شدت عفونت‌های روتاویروس در کشورهایی که واکسن روتاویروس را به سیاست‌های معمول ایمن‌سازی کودکان اضافه کرده‌اند به‌طور قابل توجهی کاهش یافته است.

## ویروس‌شناسی

### انواع
نُه گونه روتاویروس به صورت A, B، C, D، F, G، H, I و J وجود دارد. انسان‌ها عمدتاً توسط روتاویروس A آلوده می‌شوند و گونه‌های A تا I عامل بیماری و عفونت در دیگر حیوانات برای مثال گونه H در خوک‌ها، D ،F و G در پرندگان، I در گربه‌ها و J در خفاش‌ها هستند.
در گونه روتاویروس A سویه‌های مختلفی وجود دارد که سروتیپ آنها را همانند ویروس آنفلوانزا، به وسیله سیستم طبقه‌بندی دوگانه بر اساس دو پروتئین سطحی ویروس تعریف می‌کنند. گلیکوپروتئین VP7 بیانگر سروتیپ‌های G و پروتئین حساس به پروتئازِ VP4 بیانگر سروتیپ‌های P هستند. از آنجایی که دو ژن تعیین‌کننده نوع G و P می‌توانند به‌طور جداگانه به ویروس‌هایی که در سلول تولید می‌شوند منتقل گردند، ترکیب‌های متفاوت ژنومی در روتاویروس‌ها دیده می‌شود. یک سیستم ژنوتیپی کامل از ژنوم روتاویروس A ایجاد شده که برای تعیین منشأ سویه‌های غیر معمول به کار می‌رود. شیوع انواع G و P در بین کشورها و سال‌های مختلف متفاوت بوده است. حداقل ۳۶ سروتیپ نوع G و ۵۱ سروتیپ نوع P وجود دارد؛ با این وجود، معمولاً در عفونت‌های انسانی فقط چند نمونه از سروتیپ‌های G و P دیده می‌شود که شامل G1P8، G2P4، G3P8، G4P8، G9P8 و G12P8 هستند.

### ساختار
ژنوم روتاویروس‌ها از ۱۱ مولکول مارپیچی دورشته‌ای منحصر به فرد (آران‌اِی دورشته‌ای یا dsRNA) تشکیل شده است که در مجموع ۱۸۵۵۵ نوکلئوتید دارند. هر مارپیچ یا بخش، یک ژن را تشکیل می‌دهد که بر اساس اندازه از ۱ تا ۱۱ شماره گذاری می‌شود (۱ بزرگ‌ترین و ۱۱ کوچک‌ترین است). به جز ژن ۹ و ۲ که یک نوع پروتئین یکسانی را کد می‌کند هر ژن، ایجادگر یک پروتئین اختصاصی است. ضخامت ویریون ویروسی تا ۷۶٫۵ نانومتر نیز می‌رسد. روتاویروس توسط یک کپسید پروتئینی بیست‌وجهیِ سه لایه بدون پوشش ویروسی احاطه شده است.

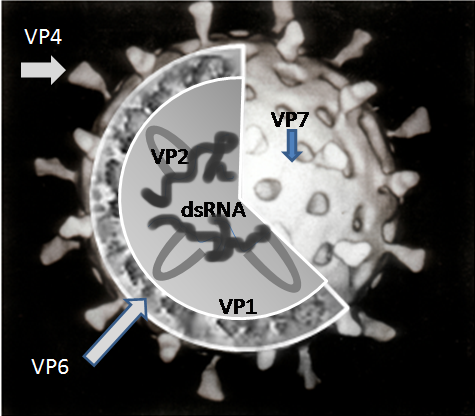
یک ترسیم فرضی از محل پروتئین‌های ساختاری روتاویروس

### پروتئین‌ها
شش پروتئین ویروسی (VPs) وجود دارد که بخشی از ویریون را تشکیل می‌دهند. این پروتئین‌های ساختاری VP1، VP2، VP3، VP4، VP6 و VP7 نامیده می‌شوند. علاوه بر VPها، شش پروتئین غیرساختاری (NSPs) نیز وجود دارد که فقط در سلول‌های آلوده به روتاویروس تولید می‌گردند و شامل NSP1، NSP2، NSP3، NSP4، NSP5 و NSP6 هستند.
حداقل شش پروتئین از دوازده پروتئینی که توسط ژنوم روتاویروس کدگذاری شده‌اند بعد از بلوغ آن به آران‌اِی متصل می‌گردند. نقش این پروتئین‌ها در تکثیر روتاویروس به‌طور کامل شناخته نشده است؛ با این حال تصور می‌شود که عملکرد آنها به سنتز و بسته‌بندی آران‌اِی در ویریون، انتقال آران‌اِی پیام‌رسان به محل تکثیر ژنوم و ترجمه آران‌اِی پیام‌رسان و تنظیم بیان ژن مربوط باشد.

#### پروتئین‌های ساختاری

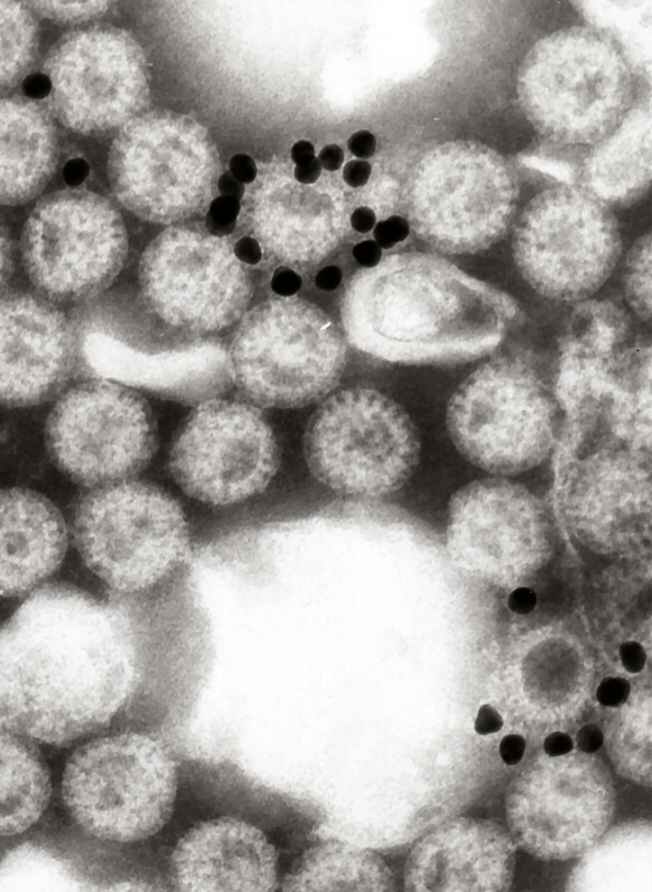
میکروگراف الکترونی نانوذرات طلا متصل به روتاویروس. اجسام دایره ای تیره کوچک، نانوذرات طلا هستند که با یک آنتی‌بادی مونوکلونال مخصوصِ پروتئینِ روتاویروس VP6 پوشانده شده‌اند.

VP1 در هسته ویویون ویروسی قرار دارد و یک آنزیم آنزیم آران‌اِی پلی‌مراز وابسته به آران‌اِی است. در یک سلول آلوده، این آنزیم رونوشت‌های ژنوم (آران‌اِی پیام‌رسان) را برای سنتز پروتئین‌های ویروسی تولید می‌کند؛ همچنین بخش‌های آران‌اِی ژنومی روتاویروس را برای تولید ویریون‌های ویروسی جدید همانندسازی می‌کند. VP2 لایه مرکزی ویریون را تشکیل می‌دهد و به ژنوم ویروسی (آران‌اِی) متصل است.
VP3 یک پروتئین آنزیمی به نام گوانیلیل ترانسفراز بوده که بخشی از قسمت داخلی ویریون را شامل می‌شود. این آنزیم نقش کاتالیز کلاهک '۵ را پس از رونویسی و در زمان اصلاح آران‌اِی پیام‌رسان، بر عهده دارد. کلاهک، آران‌اِی پیام‌رسان آن را در برابر آنزیم‌های تجزیه کننده نوکلئیک اسید به نام نوکلئاز که در سلول‌های جانداران آلوده شده وجود دارد حفظ می‌کند.
VP4 روی سطح ویریون قرار دارد و به صورت یک زائده بیرونی (پلپومر ویروسی) در میکروگرافی دیده می‌شود. این ماده به مولکول‌های سطح سلول‌ها (گیرنده) متصل می‌شود و امکان ورود ویروس به داخل سلول را فراهم می‌کند. بدن برای جلوگیری از عفونی شدن روده، باید پروتئین VP4 را توسط آنزیم تریپسین (نوعی پروتئاز)، که پیش‌ساز آن در لوزالمعده تولید و به روده ترشح می‌شود، به VP5* و VP8* تغییر دهد. VP4 مشخص کننده میزان گسترش و ویرولانس روتاویروس است و نوع P سروتیپِ ویروس را ایجاد می‌کند. در انسان بین گروه خونی (سیستم آنتی‌ژن لوئیس، سیستم گروه خونی ABO و وضعیت ترشح کنندگی آنتی‌ژن) و امکان عفونی شدن بیماری ارتباط وجود دارد. به نظر می‌رسد که غیر ترشح کننده‌ها در برابر عفونت سروتیپ‌های P4 و P8 مقاوم هستند، این مسئله نشان می‌دهد آنتی‌ژن‌های گروه خونی، گیرنده پروتئین‌های ویروسی هستند و مقاومت بدن در برابر بیماری به ژنوتیپ روتاویروس و گروه خونی فرد بستگی دارد.
VP6 بخش عمده کپسید را تشکیل می‌دهد. نقش این پروتئین به عنوان یک آنتی‌ژن به‌طور کامل شناخته شده است و می‌تواند برای شناسایی گونه روتاویروس مورد استفاده قرار گیرد. VP6 همچنین برای بررسی‌های و تحقیقات آزمایشگاهی در رابطه با عفونت روتاویروس بسیار پر استفاده است. VP7 یک گلیکوپروتئین بوده که سطح خارجی ویریون را تشکیل می‌دهد. جدا از عملکردهای ساختاری، سروتیپ G سویه را تعیین می‌کند و همراه با VP4 در مصونیت نسبت به سیستم ایمنی نقش دارد.

### پروتئین‌های غیرساختاری
NSP1، محصول تولیدی ژن ۵ بوده و یک پروتئین غیرساختاری متصل به آران‌اِی به‌شمار می‌رود. NSP1 همچنین کارآمدی اینترفرون که بخشی از سیستم ایمنی ذاتی سلول‌ها در برابر عفونت ویروسی است، را از بین می‌برد. این پروتئین، وظیفه تجزیه پروتئازوم (یکی از اجزای کلیدی سیگنال دهی برای تحریک تولید اینترفرون در سلول آلوده و پاسخ‌دهندهٔ ایمنی به اینترفرون ترشح شده توسط سلول‌های مجاور) را بر عهده دارد. NSP1 همچنین برای جلوگیری از تولید این سیتوکین در سلول میزبان، چندین فاکتور رونویسی آی‌آراِف مورد نیاز برای رونویسی ژن اینترفرون را تخریب می‌کند. NSP2 یک آنزیم آران‌اِی پلی‌مراز وابسته به آران‌اِی است که در انکلوزیون‌های سیتوپلاسمی (ویروپلاسم) تجمع می‌یابد و برای همانندسازی ژنوم مورد نیاز است.
NSP3 به آران‌اِی‌های پیام‌رسان ویروسی در سلول‌های آلوده متصل می‌شود و مسئول خاموش کردن سنتز پروتئین سلول میزبان است. NSP3 دو فاکتور ضروری برای شروع ترجمه و سنتز پروتئین‌ها را که بر روی آران‌اِی پیام‌رسان سلول قرار دارد، غیرفعال می‌کند؛ در ابتدا، «پروتئین متصل‌شونده به پلی‌آدنین» (PABP) را که برای ترجمهٔ کارآمد رونوشت‌های ژنی با انتهای پلی آدنین '۳ مورد نیاز است (در اکثر رونوشت‌های سلول میزبان یافت می‌شود)، از فاکتورِ شروع ترجمهٔ eIF4F خارج و در ادامه، فاکتور eIF2 را نیز با تحریک آغاز فسفریلاسیون آن غیرفعال می‌کند. از آنجایی که آران‌اِی پیام‌رسان روتاویروس فاقد انتهای پلی آدنین '۳ است، برای ترجمه شدن در سلول میزبان، هیچ نیازی به این فاکتورهای آغازی ندارد.
NSP4 اولین انتروتوکسین ویروسی بود که توسط محققین کشف شد. NSP4 همچنین یک ویروپورین به‌شمار می‌رود که Ca+2 (یون کلسیم) سیتوزولی را در سلول‌های پستانداران افزایش می‌دهد. NSP5 توسط ترجمه بخشی از ژن ۱۱ روتاویروسِ A ایجاد می‌شود و در سلول‌های آلوده به ویروس در ویروپلاسم تجمع می‌یابد. NSP6 نیز یک پروتئین اتصال‌دهنده بوده و رونوشتِ ژنوم ویروس که یک آران‌اِی تک‌رشته‌ای (ssRNA) است را به محتوای ژنی سلول پیوند می‌دهد. این پروتئین توسط ژن ۱۱ تحت یک چارچوب خوانش بازِ خارج از فاز کدگذاری می‌شود.
| شماره آران‌اِی (ژنوم) | اندازه (جفت‌باز) | پروتئین   | یونی‌پروت      | وزن مولکولی کیلودالتون | موقعیت                               | تعداد در هر ویریون | عملکرد                                                                            |
| ------------------- | --------------- | --------- | ------------- | ---------------------- | ------------------------------------ | ------------------ | --------------------------------------------------------------------------------- |
| ۱                   | ۳۳۰۲            | VP1       | P22678        | ۱۲۵                    | در بالای بخش مرکزی                   | ۱۲                 | آنزیم آران‌اِی پلی‌مراز وابسته به آران‌اِی                                             |
| ۲                   | ۲۶۹۰            | VP2       | A2T3R5        | ۱۰۲                    | پوسته داخلی بخش مرکزی را تشکیل می‌دهد | ۱۲۰                | بخشی از ساختار ژنوم                                                               |
| ۳                   | ۲۵۹۱            | VP3       | A2T3S5        | ۸۸                     | در بالای بخش مرکزی                   | ۱۲                 | آنزیم پوشاننده ام آران‌اِی (متیل ترانسفراز)                                         |
| ۴                   | ۲۳۶۲            | VP4       | A2T3T2        | ۸۷                     | پلپومر ویروسی                        | ۱۸۰                | اتصال به سلول میزبان، بیماری‌زایی                                                  |
| ۵                   | ۱۶۱۱            | NSP1      | Q99FX5        | ۵۹                     | غیرساختاری                           | ۰                  | کلاهک‌گذاری '۵، آنتاگونیست اینترفرون                                               |
| ۶                   | ۱۳۵۶            | VP6       | Q6LE89        | ۴۵                     | کپسید داخلی                          | ۷۸۰                | آنتی‌ژن ساختاری گونه‌های خاص                                                        |
| ۷                   | ۱۱۰۴            | NSP3      | P03536        | ۳۷                     | غیرساختاری                           | ۰                  | فعالیت آران‌اِی پیام‌رسان ویروسی را افزایش می‌دهد و سنتز پروتئین سلولی را متوقف می‌کند |
| ۸                   | ۱۰۵۹            | NSP2      | A2T3P0        | ۳۵                     | غیرساختاری                           | ۰                  | در همانندسازی و بسته‌بندی آران‌اِی نقش دارد                                          |
| ۹                   | ۱۰۶۲            | VP71 VP72 | P03533        | ۳۸ و ۳۴                | سطح                                  | ۷۸۰                | آنتی‌ژن ساختاری و مصونیت ایمنی ویروس                                               |
| ۱۰                  | ۷۵۱             | NSP4      | P04512        | ۲۰                     | غیرساختاری                           | ۰                  | ویروپورین (انتروتوکسین)                                                           |
| ۱۱                  | ۶۶۷             | NSP5 NSP6 | A2T3Q9 P11203 | ۲۲                     | غیرساختاری                           | ۰                  | تعدیل کننده اتصال آران‌اِی تک‌رشته‌ای و آران‌اِی دورشته‌ای، فسفوپروتئینی برای NSP2       |

این جدول بر اساس سویه SA11 روتاویروس میمون‌سانیان است. تخصیص کدگذاری آران‌اِیِ پروتئین در برخی از سویه‌ها متفاوت است.

### تکثیر
1. اتصال ویروس به سلول‌های میزبان که با واسطه VP4 و VP7 انجام می‌شود.
2. نفوذ کپسید ویروسی به پوشش سلولی
3. ایجاد رشته آران‌اِی تک‌رشته‌ای سنس مثبت که به عنوان آران‌اِی پیام‌رسان عمل می‌کند و عاملی برای سنتز پروتئین‌های VP1، VP3 و VP2 است.
4. تشکیل ویروپلاسم، بسته‌بندی آران‌اِی ویروسی و سنتز آران‌ای تک رشته‌ای سنس منفی و تشکیل ویریون‌های دو لایه
5. تکامل ویریون‌ها و آزادسازی به صورت ویروس‌های بالغ

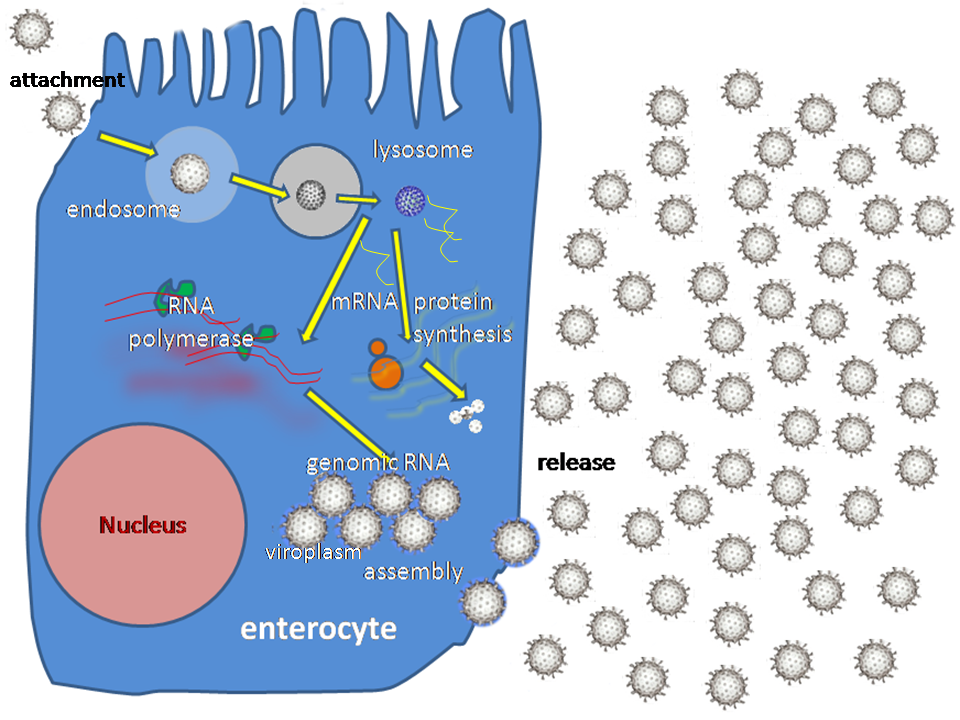
ترسیم ساده شده چرخه تکثیر روتاویروس، مراحل این فرایند به صورت زیر است:

اتصال ویروس به سلول میزبان به کمک VP4 و در نتیجه اتصال به مولکول‌هایی به نام گلیکان در سطح سلول انجام می‌گیرد. ویروس با اتصال به این گیرنده‌های سلولی، اندوسیتوز کرده و وارد سلول میزبان می‌شود و یک وزیکول به نام اندوزوم را تشکیل می‌دهد. پس از ورود به درون سلول، پروتئین‌های لایه سوم، VP7 و VP4، غشای اندوزوم را شکافته و سبب تغییر غلظت یون کلسیم (Ca+2) در محیط سیتوپلاسمی می‌شود. این افزایش، باعث تجزیه تریمرهای VP7 به زیر واحدهای پروتئینی منفرد می‌گردد اما پوشش پروتئینی ایجاد شده توسط VP2 و VP6 همچنان در اطراف آران‌اِی دورشته‌ای ویروسی باقی مانده و یک ویریون دو لایه (DLP) را تشکیل می‌دهد.
یازده رشته آران‌اِی دورشته‌ای تحت حفاظتِ دو پوسته پروتئینی به کار خود ادامه می‌دهند و آنزیم آران‌اِی پلی‌مراز، رونوشت‌های آران‌اِی پیام‌رسان ویروسی را از روی آن‌ها و به عنوان رابطی برای پروتئین سازی ایجاد می‌کند. باقی ماندن ژنوم ویروسی در پوشش دو لایه سبب مخفی ماندن آن از سیستم ایمنی سلول، از جمله تداخل آران‌اِی در اثر حضور آران‌اِی دورشته‌ای در سلول میزبان (آران‌اِی‌های سلول‌های انسانی تک‌رشته‌ای هستند)، می‌شود. در طول عفونت، روتاویروس آران‌اِی پیام‌رسان‌ها را برای بیوسنتز پروتئین و تکثیر ژنوم خود تولید می‌کنند (روش رونویسی معکوس؛ استفاده از یک واسطه به جای ماده وراثتی اصلی). بیشتر پروتئین‌های روتاویروس در ویروپلاسم، جایی که آران‌اِی تکثیر و ویریون‌های دو لایه ایجاد می‌شوند، تجمع می‌یابند.
ویروپلاسم به آران‌اِی‌های ویروسی کمک می‌کند بدون هیچ مشکی به عنوان الگوهایی برای سنتز آران‌اِی تک‌رشته‌ای ژنومی ویروس استفاده شوند و از تخریب به وسیله ریبونوکلئاز، که پس از اتصال آران‌اِی‌های کوچک مداخله‌گر (siRNA) به ماده‌های وراثتی ناشناس به کار گرفته می‌شود، در امان بمانند. ویروپلاسم به‌طور معمول دو ساعت پس از عفونت ویروسی در اطراف هسته سلول به وجود می‌آید و در درون آن کارخانه‌های ویروسی، احتمالاً، توسط دو پروتئین غیرساختاری ویروسی، NSP5 و NSP2 ساخته می‌شود. سپس ویریون‌های دو لایه به شبکه آندوپلاسمی میزبان مهاجرت می‌کنند و در آنجا سومین لایه بیرونی خود را به کمک پروتئین‌های VP7 و VP4 تشکیل می‌دهند. پس از تکامل ویریون‌ها به ویروس، این میکروب‌ها تحت فرآیندی به نام لیز از سلول میزبان خارج می‌شوند.

## انتقال

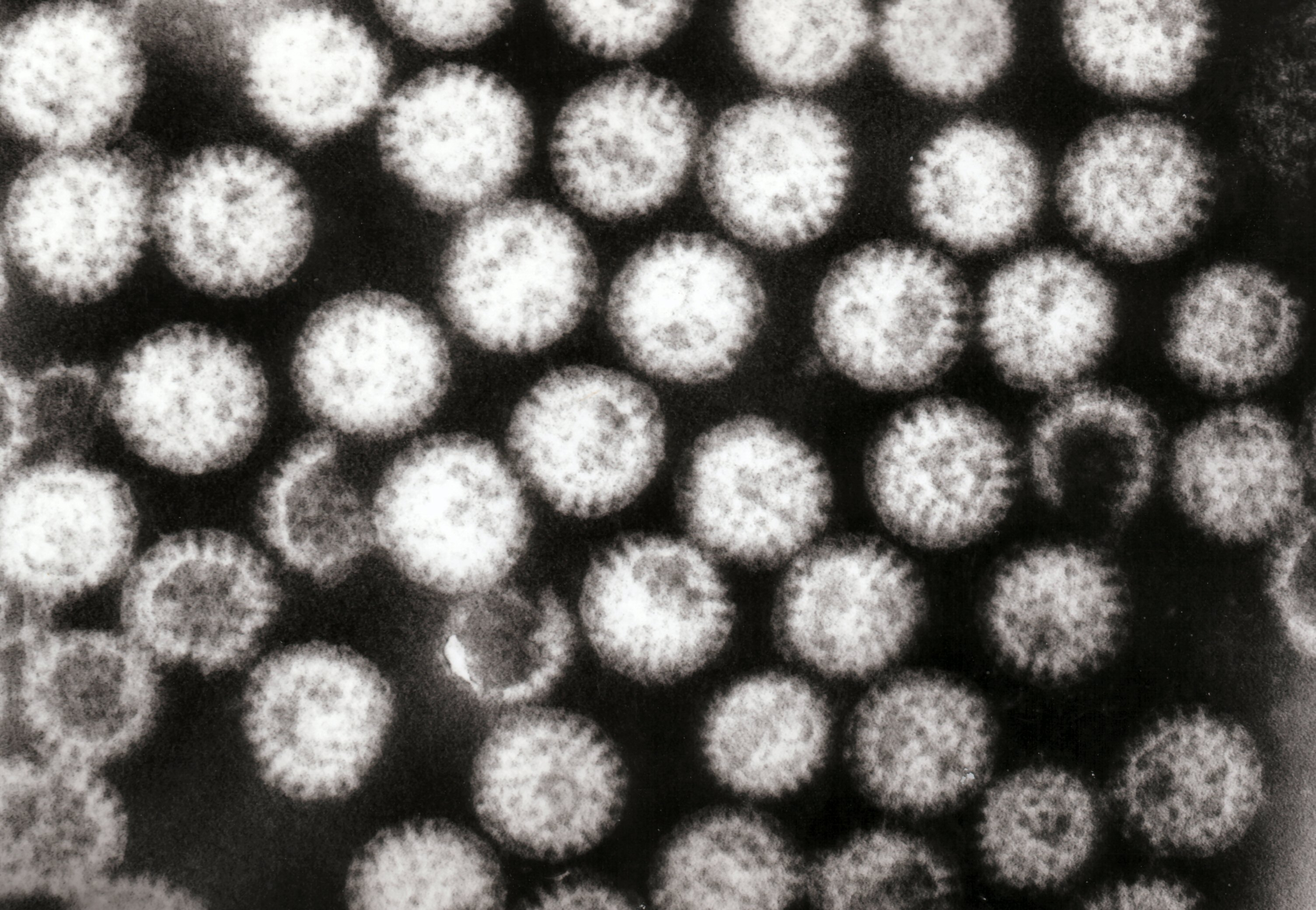
روتاویروس در مدفوع کودک آلوده

اسهالِ ویروسی بسیار مسری است. روتاویروس‌ها از طریق مسیر مدفوعی-دهانی و به کمک تماس دست‌ها با سطوح و اشیاء آلوده یا احتمالاً از طریق مجرای تنفسی منتقل می‌شوند. مدفوع یک فرد مبتلا می‌تواند حاوی بیش از ۱۰ تریلیون ذره عفونی در هر گرم باشد که کمتر از ۱۰۰ مورد از این ذره‌ها، برای انتقال عفونت به فرد دیگر کافی است.
روتاویروس‌ها در محیط‌های غیر زنده پایدار هستند و می‌توانند بین ۹ تا ۱۹ روز این این مکان‌ها زنده بمانند. طی بررسی‌های انجام شده در مَصَب‌ها، در هر ۳/۷۹ لیتر آب، مقدار ۱ تا ۵ ذره عفونی از این ویروس وجود دارد. از آنجا که شیوع عفونت روتاویروس در کشورهای دارای استانداردهای بهداشتی بالا و پایین به یک میزان دیده می‌شود؛ احتمال می‌رود اقدامات بهداشتی که برای از بین بردن باکتری‌ها و انگل‌ها کافی است در کنترل روتاویروس بی‌اثر باشد.

## علائم و نشانه‌ها
انتریت روتاویروس یک بیماری خفیف تا شدید است که با تهوع، استفراغ، اسهال آبکی و تب خفیف مشخص می‌شود. هنگامی که کودک به ویروس آلوده می‌گردد، یک دورهٔ کمون حدود دو روز قبل از ظاهر شدن علائم را تجربه می‌کند. دوره بیماری، طولانی بوده و علائم اغلب با استفراغ شروع می‌شود و سپس چهار تا هشت روز با اسهال شدید ادامه می‌یابد. کم‌آبی در عفونت با روتاویروس نسبت به اکثر موارد ناشی از پاتوژن‌های باکتریایی، شایع‌تر بوده و اصلی‌ترین علت مرگ ناشی از عفونت روتاویروس است.
عفونت‌های روتاویروسی می‌توانند در هر سنی در طول زندگی رخ دهند؛ اولین مورد ابتلا معمولاً علائمی شدید را به همراه دارد، اما عفونت‌های بعدی به دلیل شکل‌گیری ایمنی فعال معمولاً خفیف یا بدون علامت هستند. میزان عفونت‌های علامت دار و شدید در کودکان زیر دو سال بالاتر است و به تدریج تا سن ۴۵ سالگی کاهش می‌یابد. شدیدترین علائم معمولاً در کودکان شش‌ماهه تا دو ساله، افراد مسن و مبتلایان به نقص ایمنی رخ می‌دهد. به دلیل ایمنی به دست آمده در دوران کودکی، بیشتر بزرگسالان مستعد ابتلا به روتاویروس نیستند. گاستروانتریت در بزرگسالان معمولاً علتی غیر از روتاویروس دارد، اما شیوع عفونت‌های بدون علامت در بزرگسالان می‌توانند به انتقال این ویروس به افراد آسیب‌پذیر کمک کند. شواهدی وجود دارد که نشان می‌دهد گروه خونی می‌تواند بر استعداد ابتلا به عفونت توسط روتاویروس‌ها مؤثر باشد.

## مکانیسم بیماری

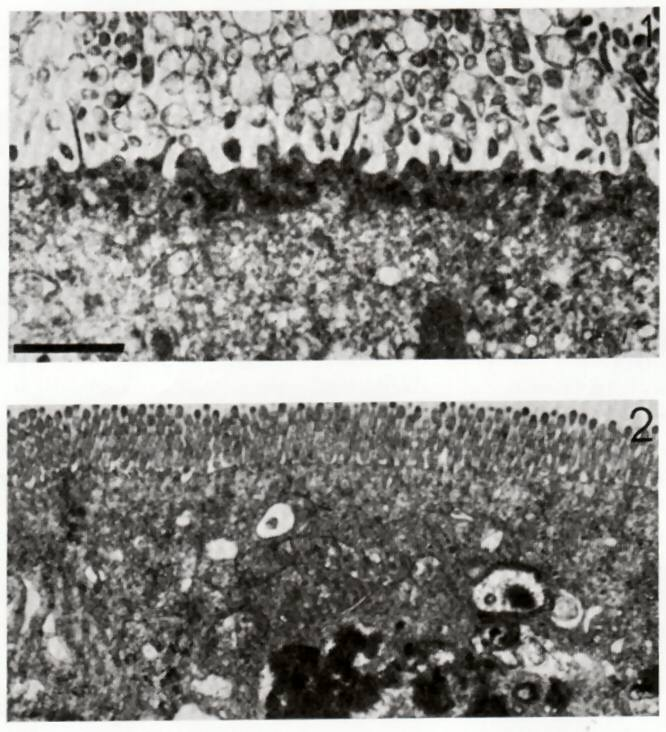
میکروگراف الکترونی یک انتروسیت آلوده به روتاویروس (بالا) در مقایسه با یک سلول غیر آلوده (پایین). مقیاس خطی = تقریباً ۵۰۰ نانومتر

روتاویروس‌ها عمدتاً در روده تکثیر و منجر به آلودگی انتروسیت‌های پرزهای روده کوچک می‌شود. این آلودگی در نهایت به تغییرات ساختاری و عملکردی اپیتلیوم می‌انجامد. شواهدی در انسان و به ویژه در مدل‌های حیوانی از انتشار خارج روده‌ای ویروس عفونی به سایر اندام‌ها و ماکروفاژها وجود دارد.
اسهال در اثر فعالیت‌های متعدد ویروس ایجاد می شود و از سوی دیگر سوء جذب به دلیل تخریب سلول‌های روده به نام انتروسیت اتفاق می‌افتد. NSP4 به عنوان پروتئین سمی روتاویروس، ترشح کلرید وابسته به یون کلسیم و تغییرات سن و را القا می‌کند. این امر فعالیت SGLT1 (پروتئین حمل‌کننده گلوکز-سدیم) پروتئین انتقال غشاء بازجذب کنندهٔ آب را مختل می‌کند. متعاقباً به نظر می‌رسد فعالیت دی ساکاریدازهای حاشیه مخطط کاهش یافته که ترشحات وابسته به یون کلسیم یا رفلکس‌های عصبی روده را باعث می‌گردد. غلظت یون‌های کلسیم در سیتوزول (که برای مونتاژ ویروس‌ها بالغ مورد نیاز است) توسط NSP4 که به عنوان یک ویروپورین عمل می‌کند، بالا رفته و این افزایش یون‌های کلسیم منجر به خودخواری انتروسیت‌های آلوده می‌شود.
NSP4 پروتئینی خارج ویروسی است که آنزیم‌های پروتئاز موجود در روده توانایی تغییر آن را دارند، این پروتئین یک انتروتوکسین نیز به‌شمار می‌آید که از طریق گیرنده‌های اینتگرین بر روی سلول‌های غیر عفونی اثر می‌کند و به نوبه خود باعث و افزایش غلظت یون کلسیم داخل سلولی، اسهال ترشحی و اتوفاژی می‌گردد.
استفراغ، که مشخصهٔ انتریت روتاویروسی است، در اثر عفونت سلول‌های انتروکرومافین توسط روتاویروس در بافت پوششی دستگاه گوارش ایجاد می‌شود. این عفونت تولید ۵'هیدروکسی‌تریپتامین (سروتونین) را تحریک می‌کند. این کار، اعصاب آوران واگ را فعال کرده که سلول‌های ساقه مغز را که رفلکس استفراغ را کنترل می‌کنند فعال می‌نماید.
انتروسیت‌های سالم، آنزیم لاکتاز را به روده کوچک ترشح می‌کنند. عدم تحمل لاکتوز شیر به دلیل کمبود لاکتاز یکی از علائم عفونت روتاویروس است که می‌تواند برای هفته‌ها باقی بماند. عود اسهال خفیف اغلب به دنبال وارد کردن مجدد شیر به رژیم غذایی کودک و به دلیل تخمیر باکتریایی دی ساکارید لاکتوز در روده رخ می‌دهد.

## پاسخ‌های ایمنی

### پاسخ‌های خاص
روتاویروس‌ها هر دو پاسخ ایمنی لنفوسیت‌های B و T را ایجاد می‌کنند. آنتی‌بادی‌های پروتئین‌های روتاویروس VP4 و VP7 عفونت ویروسی را هم در شرایط آزمایشگاهی و هم در محیط طبیعی سلول خنثی می‌کنند. با ایجاد عفونت، آنتی‌بادی‌های اختصاصی از دسته‌های Igm ،IgA و IgG تولید می‌شوند که با انتقال غیرفعال آنتی‌بادی‌ها به حیوانات دیگر، از عفونت روتاویروس در آنها محافظت می‌کنند. IgG ترانس جفتی مادر ممکن است در محافظت از نوزادان در برابر عفونت‌های روتاویروس نقش داشته باشد، اما از طرف دیگر ممکن است کارایی واکسن این بیماری را کاهش دهد.

### پاسخ‌های ذاتی
به دنبال عفونت توسط روتاویروس‌ها، یک پاسخ ایمنی ذاتی سریع شامل اینترفرون‌های نوع I و III و سایر سیتوکین‌ها (به ویژه Th1 و Th2) ایجاد می‌شود که از تکثیر ویروس جلوگیری کرده و ماکروفاژها و سلول‌های کشنده طبیعی را به سلول‌های آلوده به روتاویروس جذب می‌کند. آران‌اِی‌های دورشته‌ای روتاویروس گیرنده‌های تشخیص الگو را فعال می‌کنند، مانند گیرنده‌های تی‌ال‌آر که سبب تحریک تولید اینترفرون‌ها می‌شوند. در مقابل، پروتئین NSP1 روتاویروس با سرکوب فعالیت پروتئین‌های تنظیم کننده اینترفرون IRF3، IRF5 و IRF7، با اثرات اینترفرون‌های نوع I مقابله می‌کند.

### نشانگرهای حفاظتی
سطح IgG و IgA در خون و IgA در روده با ایمنی در برابر عفونت ارتباط دارد. ادعا شده است سرم اختصاصی روتاویروس IgG و IgA در غلظت‌های بالا (به عنوان مثال > ۱:۲۰۰) ایمن کننده فرد به ابتلا هستند، زیرا ارتباط معنی داری بین غلظت IgA و کارایی واکسن روتاویروس وجود دارد.

## تشخیص
تشخیص عفونت با روتاویروس معمولاً به دنبال تشخیص گاستروانتریت و در نتیجه اسهال شدید صورت می‌گیرد. اکثر کودکانی که با گاستروانتریت در بیمارستان بستری می‌شوند، ابتلایشان به روتاویروس نیز مورد بررسی قرار می‌گیرد. تشخیص اختصاصی و قطعی عفونت روتاویروسی با یافتن ویروس در مدفوع کودک با روش ایمونواسی آنزیمی انجام می‌شود. چندین تست معتبر وجود دارد (قابل دسترسی بدون نسخه) که حساس و اختصاصی هستند و می‌توانند تمام سروتیپ‌های روتاویروس را شناسایی کنند. روش‌های دیگری مانند میکروسکوپ الکترونی و PCR (واکنش زنجیره‌ای پلیمراز)، در آزمایشگاه‌های تحقیقاتی مورد استفاده قرار می‌گیرند. واکنش زنجیره‌ای پلیمرازی رونویسی معکوس (RT-PCR) می‌تواند تمام گونه‌ها و سروتیپ‌های روتاویروس‌های انسانی را شناسایی کند.

## درمان و پیش‌آگهی
درمان عفونت حاد روتاویروس غیراختصاصی بوده و شامل مدیریت علائم و مهم‌تر از آن مدیریت کم‌آبی بدن است. در صورت عدم درمان، کودکان می‌توانند به دلیل کم‌آبی شدید ناشی از بیماری بمیرند. بسته به شدت اسهال، درمان می‌تواند به کمک نمک آبرسانی خوراکی باشد که در طی آن به کودک آب اضافی به همراه مقادیر مشخصی نمک و شکر داده می‌شود. در سال ۲۰۰۴، سازمان بهداشت جهانی (WHO) و یونیسف استفاده از محلول آبرسانی خوراکی با اسمولاریته کم و مکمل روی را به عنوان یک درمان دو جانبه برای اسهال حاد توصیه کردند. برخی از عفونت‌ها به اندازه‌ای جدی هستند که بستری شدن در بیمارستان و تزریق مایعات به روش داخل وریدی یا لوله‌گذاری بینی-معدوی و کنترل الکترولیت‌ها و قند خون کودک ضروری است. عفونت‌های روتاویروس به ندرت باعث عوارض دیگری می‌شود و در صورت مدیریت صحیح علائم یک کودک، پیش‌آگهی خوبی دارند. تحقیقات نشان داده است که پروبیوتیک‌ها مدت اسهال روتاویروس را کاهش می‌دهند و به گفته انجمن گوارش کودکان اروپا، مداخلات مؤثر شامل تجویز پروبیوتیک‌های خاص مانند «لاکتوباسیلوس رامنوسوس یا ساکارومایسس بولاردی و دیوسمکتیت یا راسکادوتریل» است.

## پیشگیری
روتاویروس‌ها به شدت مسری بوده و با آنتی‌بیوتیک‌ها یا سایر داروها قابل درمان نیستند. از آنجایی که بهبود وضعیت بهداشتی، شیوع بیماری روتاویروسی را کاهش نمی‌دهد و میزان بستری شدن در بیمارستان علیرغم استفاده از او آر اس بالا باقی می‌ماند، مداخله اولیه برای پیشگیری از ابتلا واکسیناسیون است. در سال ۱۹۹۸، اولین واکسن روتاویروس برای استفاده در ایالات متحده مجوز گرفت. کارآزمایی‌های بالینی در ایالات متحده، فنلاند و ونزوئلا نشان داده‌اند که این دارو بین ۸۰ تا ۱۰۰ درصد در پیشگیری از اسهال شدید ناشی از روتاویروس A مؤثر است و محققان هیچ عارضه جانبی جدی آماری را شناسایی نکرده‌اند. با این وجود، سازندهٔ آن، پس از کشف این موضوع که واکسن ممکن است در افزایش خطر درهم‌روی روده (نوعی انسداد روده) در یک مورد از ۱۲۰۰۰ نوزاد واکسینه شده نقش داشته باشد، آن را از بازار خارج کرد. این تجربه بحث‌های جدی را در مورد خطرات و مزایای نسبی واکسن روتاویروس در پی داشت.
در سال ۲۰۰۶، کارایی و ایمنی دو واکسن جدید علیه عفونت rotavirus A در کودکان بررسی و تأیید شد و در سال ۲۰۰۹، WHO توصیه کرد که واکسن روتاویروس باید در تمام برنامه‌های ایمن‌سازی ملی گنجانده شود.
بروز و شدت عفونت‌های روتاویروس در کشورهایی که به این توصیه‌ها عمل کرده‌اند به میزان قابل توجهی کاهش یافته است. یک بررسی در سال ۲۰۱۴ از داده‌های کارآزمایی بالینی موجود از کشورهایی که به‌طور معمول از واکسن‌های روتاویروس در برنامه‌های ایمن‌سازی ملی خود استفاده می‌کنند، نشان داد که واکسن‌های روتاویروس بستری شدن بر اثر روتاویروس در بیمارستان را ۴۹ تا ۹۲ درصد و بستری بر اثر انواع اسهال را ۱۷ تا ۵۵ درصدی کاهش داده‌اند. در مکزیک که در سال ۲۰۰۶ جزو اولین کشورهای جهان بود که ایمن‌سازی جمعی به کمک واکسن روتاویروس را آغاز کرد، میزان مرگ و میر ناشی از بیماری‌های اسهالی در طول فصل شیوع روتاویروس در سال ۲۰۰۹ بیش از ۶۵ درصد در میان کودکان دو ساله و کوچکتر کاهش یافت. در نیکاراگوئه، که در سال ۲۰۰۶ اولین کشور در حال توسعه‌ای بود که واکسن روتاویروس را مورد استفاده عمومی قرار داد، عفونت‌های شدید روتاویروس تا ۴۰ درصد و مراجعات به اورژانس به نصف کاهش یافت. همچنین در ایالات متحده، واکسیناسیون روتاویروس از سال ۲۰۰۶ منجر به کاهش ۸۶ درصدی بستری‌های مرتبط با روتاویروس در بیمارستان شده است. این واکسن‌ها همچنین ممکن است با محدود کردن تعداد عفونت‌های در گردش، از بیماری در کودکان واکسینه نشده پیشگیری کنند. در کشورهای در حال توسعه در آفریقا و آسیا، که اکثر مرگ و میرهای مرتبط با روتاویروس در آنجا رخ می‌دهند، تعداد بالایی از کارآزمایی‌های ایمنی و اثربخشی و همچنین مطالعات اخیر تأثیر واکسن‌های روتاریکس و روتاتِگ پس از معرفی نشان داده‌اند که واکسن‌ها به‌طور چشمگیری بیماری وخیم را در میان نوزادان کاهش می‌دهند. در سپتامبر ۲۰۱۳، این واکسن به همه کودکان دو تا سه‌ماهه در بریتانیا ارائه شد و انتظار می‌رفت که موارد عفونت شدید را تا ۵۰٪ و تعداد کودکان بستری شده در بیمارستان به دلیل عفونت را تا ۷۰ درصد کاهش دهد. در اروپا، پس از معرفی واکسن، میزان بستری شدن در بیمارستان به دنبال عفونت توسط روتاویروس‌ها بین ۶۵ تا ۸۴ درصد کاهش یافته است. همچنین در سطح جهانی، واکسیناسیون پذیرش در بیمارستان و مراجعه به بخش اورژانس را به‌طور متوسط ۶۷ درصد کاهش داده است.
واکسن‌های روتاویروس در بیش از ۱۰۰ کشور مجوز دارند و بیش از ۸۰ کشور واکسن روتاویروس روتین را عرضه کرده‌اند که تقریباً نیمی از آن با حمایت اتحاد جهانی واکسن و ایمن‌سازی انجام گرفته است. برای در دسترس و مقرون به صرفه بودن واکسن روتاویروس در همهٔ کشورها — به ویژه کشورهای با درآمد کم و متوسط در آفریقا و آسیا که اکثر مرگ و میرهای ناشی از روتاویروس را شامل می‌شوند — سازمان جهانی بهداشت، مراکز کنترل و پیشگیری از بیماری‌های ایالات متحده و اتحاد جهانی واکسن و ایمن‌سازی با موسسات تحقیقاتی و دولت‌ها برای تولید و انتشار شواهد، کاهش قیمت‌ها و تسریع معرفی واکسن‌ها همکاری کرده‌اند. نتایج نشان داده واکسن‌های روتاویروس ممکن است از دیابت نوع ۱ جلوگیری کند.

## همه‌گیرشناسی
روتاویروس A، که بیش از ۹۰ درصد گاستروانتریت روتاویروس در انسان را تشکیل می‌دهد، در سراسر جهان یک بیماری بومی به‌شمار می‌رود. هر ساله روتاویروس‌ها باعث میلیون‌ها مورد اسهال در کشورهای در حال توسعه می‌شوند که حدود دو میلیون نفر از مبتلایان در بیمارستان‌ها بستری می‌شود. همچنین، در سال ۲۰۱۹ حدود ۱۵۱٬۷۱۴ کودک زیر پنج سال بر اثر عفونت روتاویروس جان خود را از دست دادند که ۹۰ درصد آنها در کشورهای در حال توسعه بودند. تخمین‌زده می‌شود تقریباً هر کودکی تا سن پنج سالگی، حداقل یک‌بار روتاویروس آلوده شده است. روتاویروس‌ها عامل اصلی اسهال شدید در بین نوزادان و کودکان بوده و حدود یک سوم مواردی که به این دلیل نیاز در بستری شدن دارند را شامل می‌شوند. این نوع ویروس، باعث ۳۷ درصد مرگ‌ومیرهای منتسب به اسهال و ۵ درصد از کل مرگ‌ومیرها در کودکان زیر ۵ سال هستند. همچنین بررسی‌ها نشان داده پسران دو برابر دختران به دلیل عفونت روتاویروس در بیمارستان بستری می‌شوند. در دوران قبل از واکسیناسیون، عفونت‌های روتاویروس عمدتاً در فصول سرد و خشک اتفاق می‌افتند. تعداد موارد ابتلا به دلیل آلودگی مواد غذایی، نامشخص است.
شیوع اسهال روتاویروس A در میان نوزادان بستری در بیمارستان، کودکان خردسالی که در مراکز مهدکودک حضور دارند و افراد مسن در خانه‌های سالمندان شایع است. در سال ۱۹۸۱ در کلرادو، شیوع گسترده روتاویروس به دلیل آب آلوده شهری رخ داد. در سال ۲۰۰۵، بزرگ‌ترین اپیدمی ثبت شده اسهال، در نیکاراگوئه رخ داد. این همه‌گیری که به‌طور غیرمعمول بزرگ و شدید و با جهش در ژنوم روتاویروس A همراه بوده است که احتمالاً به ویروس اجازه می‌دهد تا از ایمنی عمومی در جمعیت فرار کند. همه‌گیری وسیع مشابهی نیز در سال ۱۹۷۷ در برزیل رخ داد.
روتاویروس B که روتاویروس اسهال بزرگسالان یا ADRV نیز نامیده می‌شود، تا به حال باعث اپیدمی‌های گسترده اسهال شدید در کشورهای مختلف شده است؛ این گونه از روتاویروس تا به حال اپیدمی‌های متعددی در چین پدیدآورده (معمولاً در نتیجه آلودگی آب آشامیدنی به وسیلهٔ فاضلاب) که هزاران نفر از هر سنی را بیماری نموده است. مورد دیگری از عفونت روتاویروس B نیز در هند (سال ۱۹۹۸) روی داد. سویه عامل این اپیدمی، CAL نام گرفت. بر خلاف ADRV که یک سویه شناخته‌شده در کشورهای مختلف است، CAL سویه‌ای بومی به‌شمار می‌رود. تا به امروز، اپیدمی‌های ناشی از روتاویروس B اکثراً به سرزمین اصلی چین محدود بوده، و بررسی‌ها نشان دهنده عدم ایمنی جمعی نسبت به این گونه در دیگر نقاط جهان است. روتاویروس C با موارد نادر و پراکنده اسهال در کودکان همراه بوده که می‌تواند با سرایت‌های خفیفی در خانواده‌ها نیز همراه باشد.
- تغییرات ماهانه در ابتلا به عفونت‌های روتاویروس A در انگلستان: میزان عفونت در ماه‌های زمستان معمولاً به اوج خود می‌رسد.[۱۴۷]
- موارد فوتی قابل پیشگیری کودکان به کمک واکسیناسیون روتاویروس در سال ۲۰۱۶ تعداد سالانه مرگ و میر در کودکان زیر پنج سال در اثر عفوت روتاویروس که در صورت پوشش کامل به کمک واکسن روتاویروس قابل پیشگیری بوده است.[۱۴۸]

## در حیوانات
روتاویروس‌ها بسیاری از گونه‌های جانوران را در دوران جوانی‌شان آلوده می‌کنند و عامل اصلی اسهال در حیوانات وحشی و پرورش یافته یا اهلی در سراسر جهان هستند. روتاویروس‌ها به عنوان یک عامل بیماری‌زای دام، به ویژه در گوساله‌ها و خوکچه‌های جوان، به دلیل هزینه‌های درمان و مرگ و میر بالا، زیان اقتصادی بسیاری به کشاورزان وارد می‌کنند. روتاویروس‌های حیوانی، مخزن بالقوه‌ای برای تبادل ژنتیکی با روتاویروس‌های انسانی هستند. شواهدی وجود دارد که روتاویروس‌های حیوانی می‌توانند چه از طریق انتقال مستقیم یا به وسیله ایجاد کردن ویروس‌های جهش‌یافته از سویه‌های انسانی (به کمک انتقال توالی‌های آران‌اِی خود به آنها)، در آلوده کردن انسان به این بیماری نقش داشته باشند.

## تاریخچه

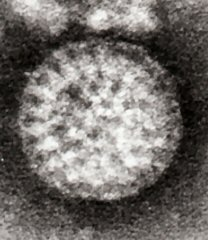
یکی از میکروگراف‌های الکترونی اصلی هنری فلویت که یک ذره روتاویروس را نشان می‌دهد. هنگامی که روتاویروس‌ها توسط میکروسکوپ الکترونی رنگ آمیزی منفی بررسی می‌شوند، اغلب شبیه چرخ به نظر می‌آیند.

در سال ۱۹۴۳، ژاکوب لایت و هوراس هودز ثابت کردند که یک عامل قابل پالایش در مدفوع کودکان مبتلا به اسهال عفونی باعث اسهال دامی در گاوها نیز می‌گردد. سه دهه بعد، بررسی نمونه‌ها نشان داد که عامل بیماری‌زای پالایش شده، روتاویروس‌ها بودند. در سالهای بعد، مشخص شد که یک ویروس موجود در موش با ویروس ایجاد کنندهٔ اسهال دامی مرتبط است. در سال ۱۹۷۳، روث بیشاپ و همکارانش به وسیله میکروگراف، ویروس‌های مرتبطی را در کودکان مبتلا به گاستروانتریت یافتند و برای اولین بار آنها را طبقه‌بندی کردند.
در سال ۱۹۷۴، توماس هنری فلویت پس از مشاهده این موضوع که ذرات روتاویروس در هنگام مشاهده از طریق میکروسکوپ الکترونی مانند یک چرخ (rota در زبان لاتین) به نظر می‌رسند، نام «روتاویروس» را برای آنها پیشنهاد کرد. چهارسال بعد، این نام به‌طور رسمی توسط کمیته بین‌المللی طبقه‌بندی ویروس‌ها به رسمیت شناخته شد. در سال ۱۹۷۶، ویروس‌های مرتبط در چندین گونه دیگر از حیوانات بررسی و طبقه‌بندی شدند. این ویروس‌ها که همگی عامل گاستروانتریت حاد بودند، به عنوان یک عامل بیماری‌زای جمعی در انسان و سایر حیوانات در سراسر جهان شناخته شدند. سروتیپ‌های روتاویروس برای اولین بار در سال ۱۹۸۰ توصیف و در سال بعد، روتاویروس‌های انسانی، برای اولین بار به وسیله کشت سلول‌های مشتق شده از کلیهٔ میمون با افزودن تریپسین (آنزیم یافت‌شده در دوازدهه پستانداران و پروتئینی ضروری برای تکثیر روتاویروس) در محیط آزمایشگاهی، کشت داده شدند. قابلیت تکثیر روتاویروس‌ها در محیط کشت، تحقیقات را سرعت بخشید و در اواسط دهه ۱۹۸۰ اولین واکسن‌های ایجادشده مورد ارزیابی قرار گرفتند.

## واژه‌نامه
1. ↑  Rotarix
2. ↑  RotaTeq